# Campionato italiano a squadre di calcio da tavolo 1995 FISCT
Il Campionato italiano a squadre di calcio da tavolo del 1995 si è svolto a Dolo, il girone di andata, e ad Arezzo, il girone di ritorno.

## Classifica finale
|  | Classifica finale 1995 | P     |
|  | ---------------------- | ----- |
|  | Stella Artois          | 36    |
|  | DLF Gorizia            | 26    |
|  | La Miniatura           | 24    |
|  | Pogliano M.se          | 18    |
|  | Serenissima            | 13    |
|  | The Bullets            | 4     |
|  | Black & Blue Pisa      | 1     |
|  | Bergamo                | n.c.* |

* punti annullati per non essersi presentato al girone di ritorno.

## Formazione della Squadra Campione D'Italia
| Bertelli Simone         |
| Buzzi Stefano           |
| Galeazzi Gianluca       |
| Scagni Stefano          |
| Fontanella Gianbattista |
| ----------------------- |